# Sinan Şamil Sam
Sinan Şamil Sam (Francoforte sul Meno, 23 giugno 1974 – Istanbul, 30 ottobre 2015) è stato un pugile turco.

## Palmarès

### Mondiali dilettanti
- 2 medaglie:
  - 1 oro (Houston 1999 nei pesi supermassimi)
  - 1 bronzo (Berlino 1995 nei pesi massimi)

### Europei dilettanti
- 2 medaglie:
  - 1 argento (Bursa 1993 nei pesi medio-massimi)
  - 1 bronzo (Minsk 1998 nei pesi supermassimi)